# كفر حتنا
كفرحتنا، هي قرية لبنانية من قرى قضاء البترون في محافظة الشمال.
- المسافة من بيروت: 69 كلم
- الارتفاع عن سطح البحر: 450 م
- القرى المحاذية: أرتيز، صلاح، دير كفيفان، سورات، دريا، شبتين، زين
- زراعات: الزيتون، التبغ
- مصادر المياه: نبع الدالة